# Max Hansen
 Ikke at forveksle med Max Hansen Jr..
Max Josef Hansen (født 22. december 1897 i Mannheim, død 12. november 1961 i København) var en dansk sanger, skuespiller, tekstforfatter og komponist, hvis karriere nåede sit højdepunkt i 1920'ernes Tyskland.
Max Hansen Sr. var søn uden for ægteskab af den danske skuespiller Eva Haller (Hansen) og en svensk officer, Per Vilhelm Fredrik Schürer von Waldheim. Han voksede op hos en plejefamilie i München. Allerede som barn vakte han opmærksomhed med sin smukke stemme og blev kaldt den "lille Caruso". Under dette pseudonym optrådte han før 1. verdenskrig i Paris, Sankt Petersborg og København. 
I 1919 indledte han sin operette-karriere i Wien, støttet af komponisten Franz Lehár. I Berlin optrådte han i 1920'erne i kabaretter, på grammofonplade og i radioen med refrænsange. Også filmen forstod at udnytte Max Hansens mangesidede talent. 
Fra 1933 kunne han ikke mere optræde i Tyskland, efter at en smædevise om Adolf Hitler bragte ham i unåde hos nazisterne. Han optrådte derefter i Østrig, Schweiz og de nordiske lande.
Han slog sig fra 1938 ned i København og forblev bosat i Danmark under besættelsen med afstikkere til Sverige, hvor han medvirkede i et antal musikfilm.
Efter 2. verdenskrig havde han enkelte engagementer i Tyskland, men uden at genopnå sin tidligere popularitet.

## Familieforhold
Max Hansen Sr. var i sit første ægteskab gift med den østrigske skuespillerinde Lizzi Waldmüller (1904-1945). 21. marts 1940 blev han i den katolske St. Andreas kirke i Ordrup gift med Britta Annette Sylvester-Hvid (1919-1991), der var datter af direktør Svend Sylvester-Hvid (1894-1980) fra det kendte reklamefirma og Karen Johansen (1897-1949). Max Hansen Sr. er far til journalisten Eva Reinhardt og fik med fru Britta Annette Max Hansen fire børn, deriblandt skuespillerne skuespillerne Ann-Mari Max Hansen (f. 1949) og Max Hansen Jr. (f. 1954).

## Danske film, hvori Max Hansen Sr. medvirker
- Frelst fra Forbrydelsens Vej (stumfilm, 1913)
- Provinsen kalder (1935)
- Wienerbarnet (1941)
- Tror du jeg er født i går? (1941)
- Hvad vil De ha'? (1956)